# Tàxon Elvis
En paleontologia, un tàxon Elvis és un tàxon que s'ha identificat erròniament com que va tornar a aparèixer en el registre fòssil després d'un període de presumpta extinció, però en realitat no és un descendent del tàxon original, sinó que ha desenvolupat una morfologia similar per evolució convergent. Això implica que l'extinció del tàxon original és real, i un tàxon que conté exemplars anteriors i posteriors a l'extinció seria polifilètic.

## Etimologia
El terme «tàxon d'Elvis» va ser encunyat per D. H. Erwin i M. L. Droser en un document de 1993 per distingir els tàxons descendents dels no descendents:
| « | En lloc de continuar la tradició bíblica afavorida per Jablonski [per als tàxons Llàtzer], preferim un enfocament més tòpic i suggerim que aquests tàxons haurien de ser coneguts com a tàxons Elvis, en reconeixement dels nombrosos Elvis que han aparegut des de la mort del Rei. | » |

## Conceptes relacionats però distintius
Per contra, un tàxon Llàtzer és un que realment és un descendent del tàxon original i posa de manifest els registres fòssils de transició, que es podrien trobar més endavant.
Un tàxon zombi s'ha considerat un tàxon Llàtzer perquè s'ha recollit d'estrats més joves, però més tard resulta ser un fòssil que es va alliberar de la veta original i es va refossilitzar en un sediment més jove. Un exemple és un trilobit que s'erosiona de la seva matriu de pedra calcària envellida del Cambrià i que es torna a treballar en pedra de sediment envellida de miocè.

## Exemples
- Rhaetina gregaria, una de les espècies de braquiòpodes del Triàsic tardà més comú, ha estat considerada com una supervivent que va del límit Triàsic-Juràssic fins al Juràssic primitiu. Es va pensar inicialment que la morfologia externa d'exemplars anteriors i posteriors a l'extinció del Triàsic-Juràssic era idèntica. L'estudi de les característiques internes del primer material del Juràssic va demostrar que en realitat era força diferent dels exemplars del Triàsic, i que s'hauria d'assignar al gènere Lobothyris com a L. subgregaria.[4]

- L'ocell no volador rascló de Cuvier es va extingir fa aproximadament 136.000 anys després de la pujada del nivell del mar i la inundació total de l'illa Aldabra que va habitar. Les proves fòssils suggereixen que aquesta espècie va reaparèixer fa aproximadament 100.000 anys quan el nivell del mar va baixar i les espècies relacionades van tornar a habitar l'illa, a partir de la qual va evolucionar el modern rascló de Cuvier, on es troba fins als nostres dies.[5]